# Maurice Michaud
Maurice Michaud, né le 19 juin 1905 à Saint-Genix-sur-Guiers et mort le 26 août 1973 à Pointe-à-Pitre, est un polytechnicien et un ingénieur des ponts et chaussées français responsable de l'aménagement touristique des montagnes à travers notamment les stations de sports d'hiver en Tarentaise.

## Biographie
Maurice Michaud entre à l'École polytechnique en 1925. Il intègre ensuite l'école des Ponts et Chaussées en 1929. En 1936, il devient ingénieur responsable de l'arrondissement d'Albertville qui s'étend sur l'ensemble de la vallée de la Tarentaise.
Lors de la Seconde Guerre mondiale, il combat, mais est fait prisonnier. Au cours de son internement, il fait la connaissance de Laurent Chappis. Ce dernier, malgré les conditions, poursuit des études d'architecture et prépare une thèse d'urbanisme sur la Tarentaise.
Au sortir de la guerre, il retrouve son poste d'ingénieur en Tarentaise. Un projet afin de développer le site des Trois Vallées a été lancé sous le régime de Vichy. Il doit pouvoir concurrencer les stations de la Suisse voisine et de l'Autriche. 
Dans le podcast de France Inter, affaires sensibles du 27 septembre 2023, on fait état de méthodes illégales tel que la pression sur les populations locales et le vol de terrains si les pressions ne marchaient pas. Le projet a été commandé aux Ponts et Chaussées en 1942. En 1946, le Conseil général de la Savoie demande la réactualisation du projet à l’Ingénieur des ponts et chaussées du département, Maurice Michaud. Il fait appel à son compagnon de prison Laurent Chappis, afin de faire un repérage du secteur des trois vallées et imaginer une station sur la commune de Saint-Bon-Tarentaise, la future station de Courchevel 1850. 
En 1947, il devient ingénieur en chef des Ponts et Chaussées et est muté au ministère de la Défense. En 1948, il est nommé directeur départemental de la reconstruction du département de la Savoie. Il rencontre l'architecte en chef du service, Henry Jacques Le Même. En 1952, Maurice Michaud devient également le directeur départemental des Ponts et Chaussées.
Dans les années 1960, il est chargé, avec son équipe de la DDE, de l'aménagement touristique des montagnes françaises à travers le « plan neige ». Ils forment, en août 1964, la Commission interministérielle d’aménagement de la montagne (CIAM), devenue en 1970 le Service d’étude et d’aménagement touristique de la montagne (SEATM),,. On le trouve ainsi à l'initiative du nouveau projet de développement de La Plagne, lors de la création de deux sociétés privées : la Société d'aménagement de La Plagne (SAP) et la Société immobilière de La Plagne (SIP),. Il quitte le SEATM en 1971.
Il meurt le 26 août 1973 d'une rupture d'anévrisme.